# Räucherkammer

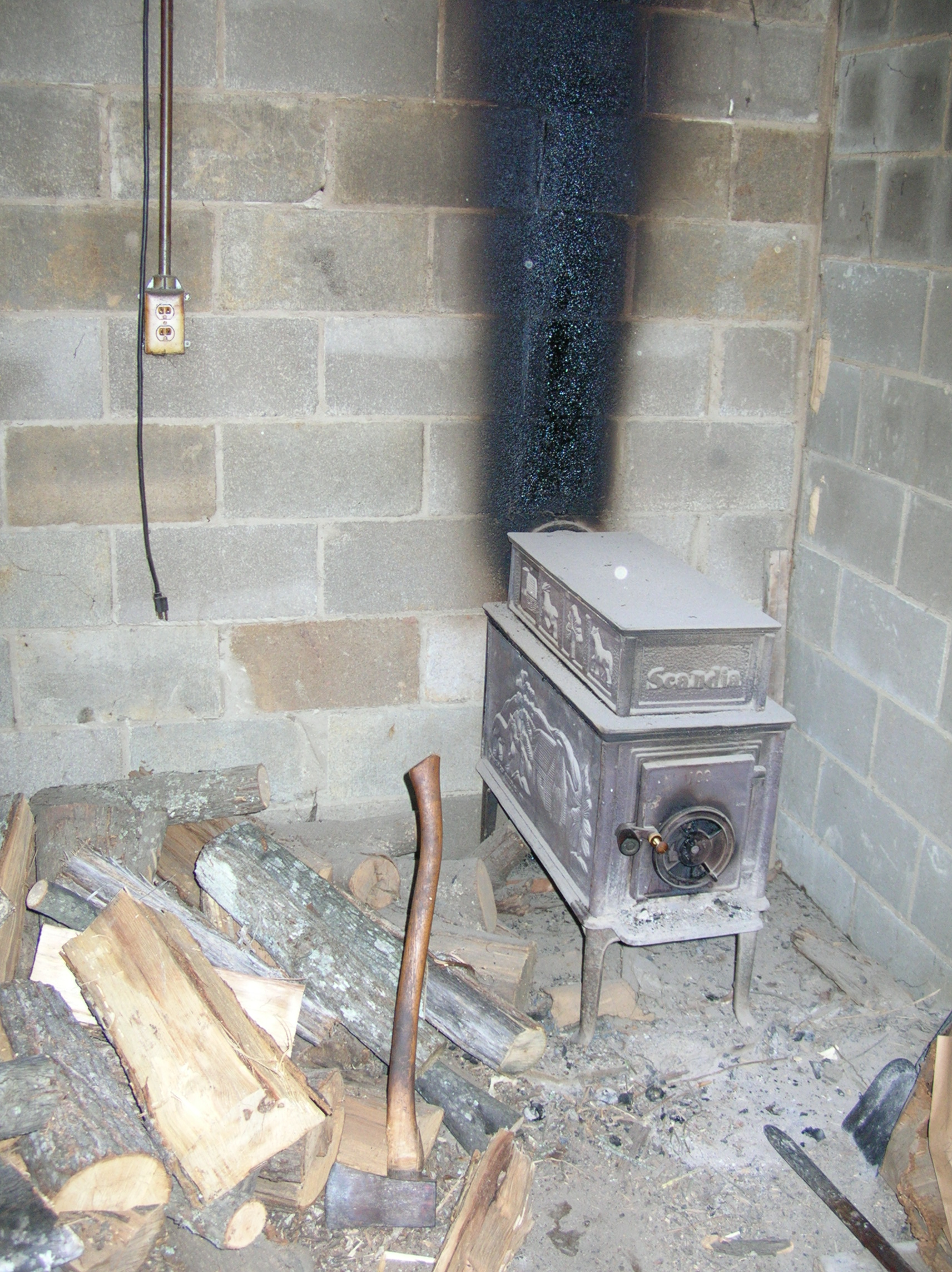
Einfacher Ofen, der zum Räuchern dient; die eigentliche Rauchkammer ist durch eine Wand getrennt

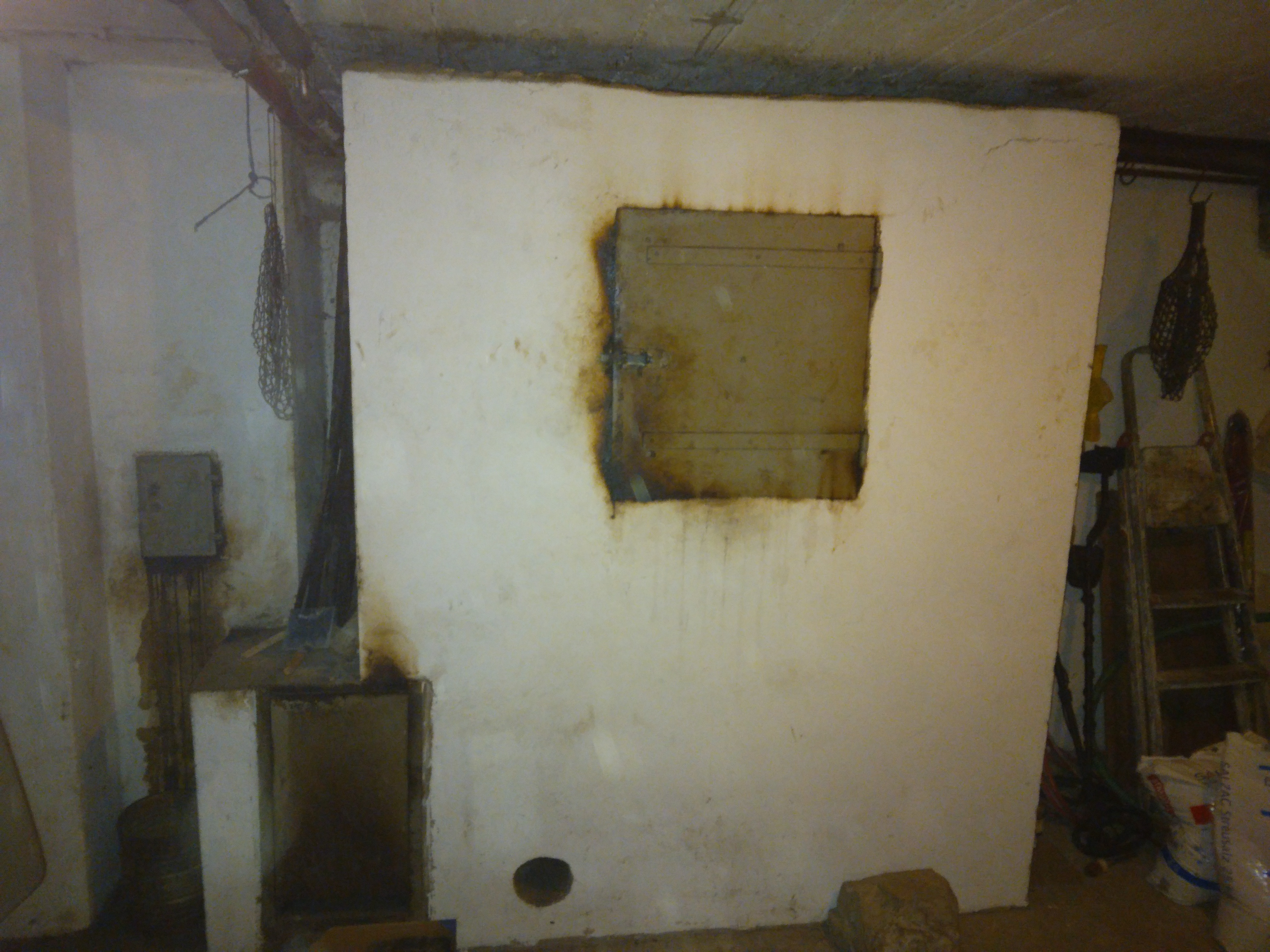
Gemauerte Räucherkammer

Eine Räucherkammer (in Österreich auch Selch) zum Räuchern von Lebensmitteln ist ein holzofenartiger Behälter: Im unteren Teil befindet sich die Brennkammer in Form einer Schublade, in der im unteren Bereich gefeuert wird. Im oberen Bereich der Schublade befindet sich ein offener Kasten für das Sägemehl (Buche empfohlen). Durch das Feuer (auch Grillkohle ist möglich) wird das Sägemehl zum Glimmen gebracht, wodurch intensiver Rauch entsteht. Im oberen Teil des Räucherofens befindet sich die eigentliche Räucherkammer mit Hängehaken und einem Rost. Die ganze Konstruktion soll möglichst luftdicht sein; außer dem verstellbaren Luftzutritt in der unteren Schublade (Brennkammer) ist eine Räucherkammer mit einem Kamin versehen, den man mit einer Klappe verschließen kann. Außerdem ist an der Räucherkammer ein Thermometer (bis 150 °C) eingeschraubt. Dessen Temperaturfühler befinden sich innen, die Anzeige außen.

## Räucherkammer in der Kunst
Eines der wenigen Gemälde von Otto Modersohn, die einen Innenraum zeigen, heißt In der Räucherkammer (1888).

## Weblinks

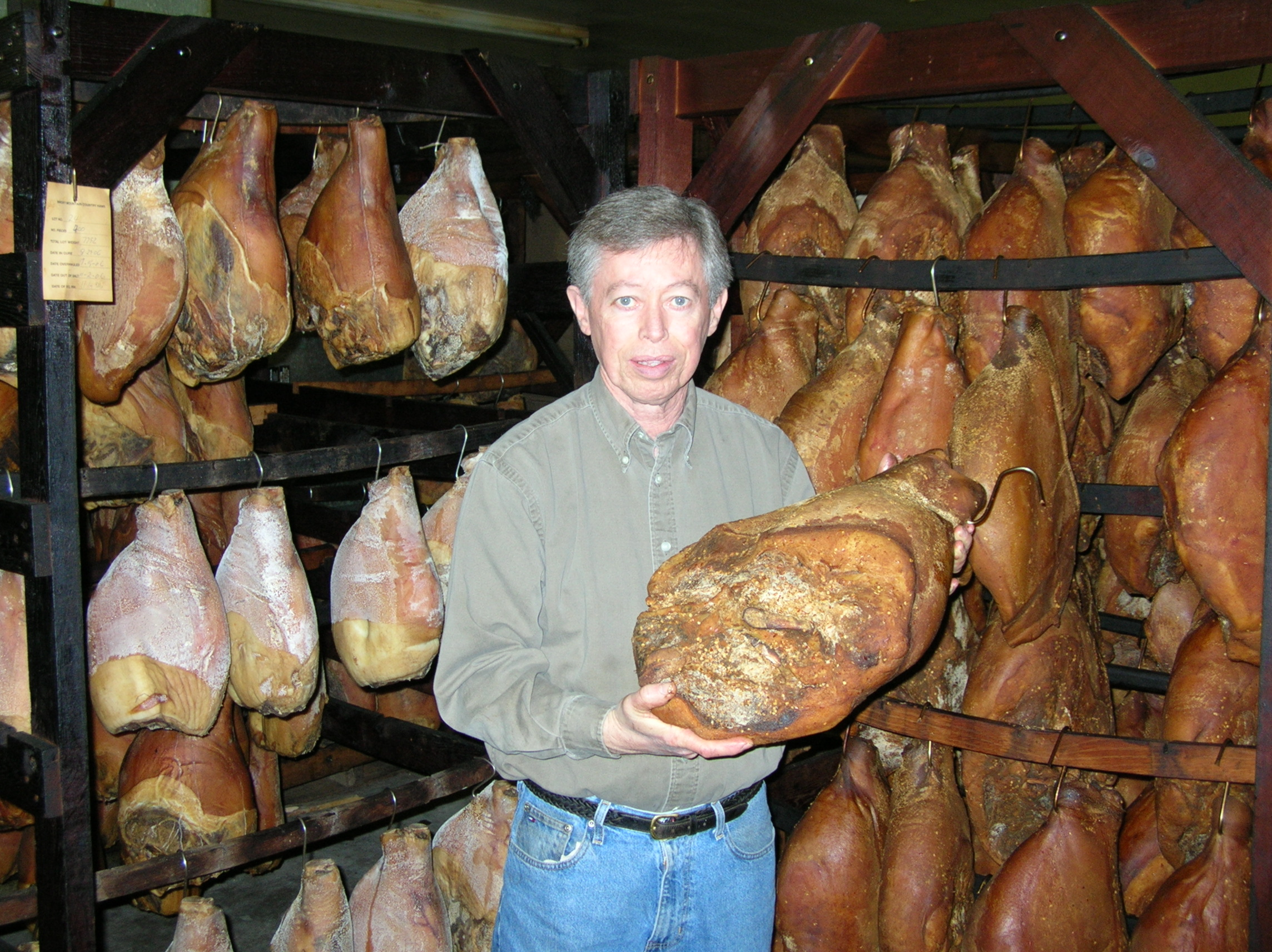
In einer Räucherkammer: Geräuchert werden traditionell Fleisch und Fisch